# Guagnano
Guagnano est une commune italienne de la province de Lecce dans la région des Pouilles.

## Administration
| Période                                  | Période | Identité | Étiquette | Qualité |
| ---------------------------------------- | ------- | -------- | --------- | ------- |
|                                          |         |          |           |         |
| Les données manquantes sont à compléter. |         |          |           |         |

### Hameaux
Villa Baldassarri

### Communes limitrophes
Campi Salentina, Cellino San Marco, Salice Salentino, San Donaci, San Pancrazio Salentino